# Israel Gutiérrez
José Israel Gutiérrez Zermeño (Pachuca, 15 gennaio 1993) è un cestista messicano.

## Carriera
Dopo aver ottenuto il successo ed il titolo di MVP nel campionato ABE messicano con il Borregos del Tec Hidalgo, approda nella massima serie nazionale con il Club de Básquetbol Halcones Rojos Veracruz. Dopo due stagioni ed un'esperienza in CIBACOPA con i Caballeros de Culiacán, passa in Argentina con il Boca Juniors.
Con il Messico ha disputato i Campionati mondiali del 2014 e del 2023.